# Miliusa macropoda
Miliusa macropoda är en kirimojaväxtart som beskrevs av Friedrich Anton Wilhelm Miquel. Miliusa macropoda ingår i släktet Miliusa och familjen kirimojaväxter. Inga underarter finns listade i Catalogue of Life.